# Gummibåt

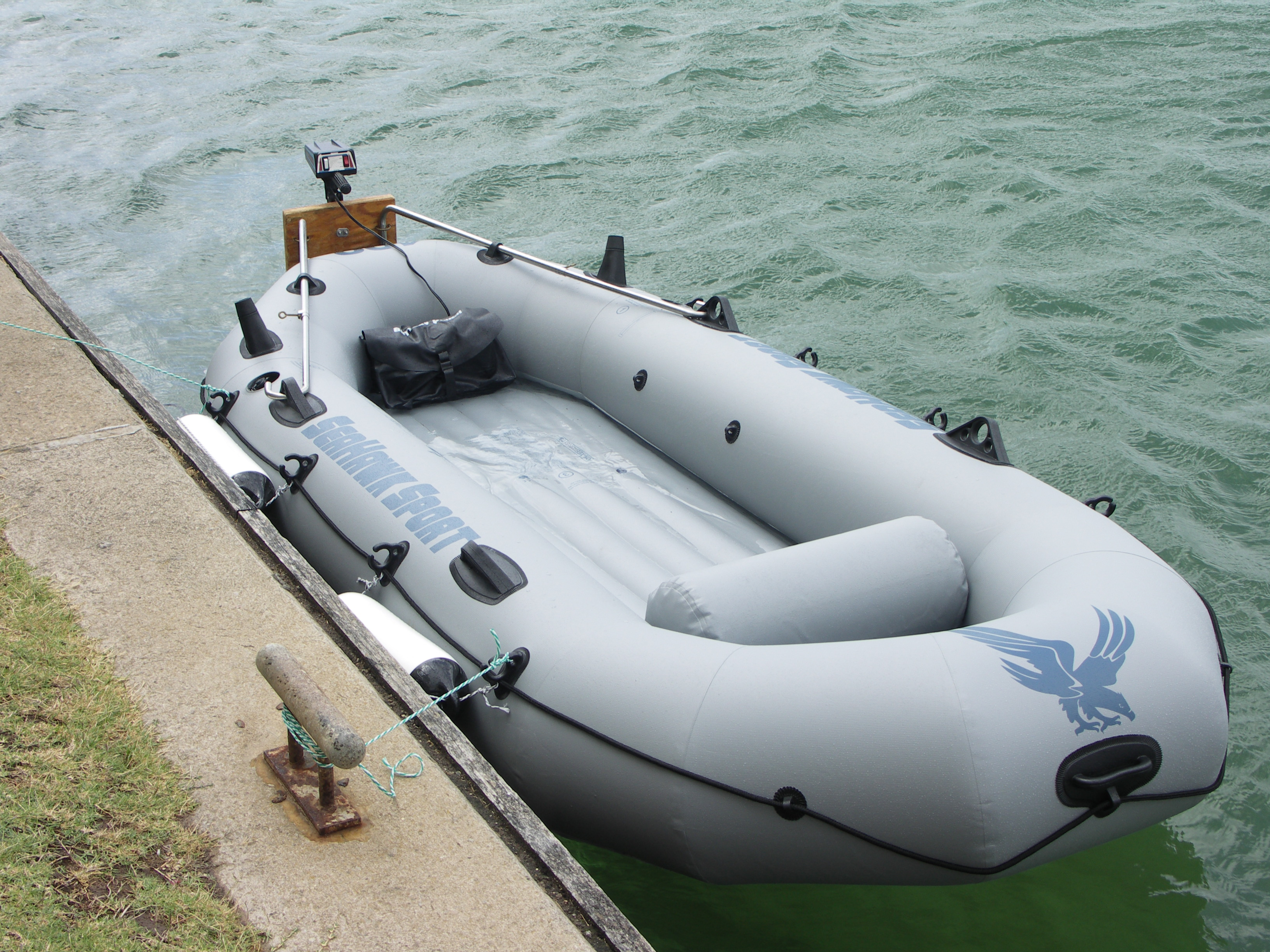
En gummibåt

Gummibåt är en uppblåsbar båt tillverkad av en lufttät väv. Dessa kallas även för SIB (Soft Inflatable Boat).

## Användare
Gummibåtar började användas av militären under andra världskriget och har sedan dess utvecklats ordentligt. Idag är de vanliga hos fritidsbåtsfolket som släpdinge till såväl segel- som motorbåtar. Men större SIB resp. RIB (se längre ned i texten) används också yrkesmässigt av Marinen, Kustbevakningen, Sjöräddningssällskapet, Räddningstjänsten, Polisen samt av olika företag som har sin utkomst till sjöss.

## Olika storlekar
Den vanligaste typen av gummibåt för fritidsbruk, är ca 2,4 - 5 m lång.
Gummibåtar kan ros eller framföras med utombordsmotorer från några få hästkrafter till de minsta båtarna till uppemot 15-20 hk eller betydligt mer för de större. De minsta båtarna kan med fördel även motoriseras med elektriska utombordare. De minsta båtarna är lämpliga för två personer, större båtar är godkända för fler ombordvarande. Det finns även uppblåsbara kanoter och kajaker som är byggda på samma sätt som dessa "gummibåtar".

## Olika bottnar
De enklaste gummibåtarna har en helt plan botten bestående av samma väv som båten i övrigt är byggs av. Något mer påkostade båtar har en botten av väv, med en uppblåsbar tub i mitten och ovanpå denna ett antal durkar av marinplywood och/eller aluminium, detta ger båtens botten en "V"-form som ger bättre egenskaper i sjön. Modernare gummibåtar har istället en uppblåsbar "V"-formad botten och durk. Somliga tillverkare kallar detta för "högtrycksdurk". Dessutom finns gummibåtar med ett fast skrov, RIB-båtar.

## Byggda av väv
Båtarna är indelade i flera olika separata luftsektioner. Väven i båtarna är i regel Hypalon, Neopren, Strongolan, eller kombinationer av detta. De olika tillverkarna döper ofta väven till ett eget namn, så samma väv kan kallas olika hos olika fabrikat. Väven är belagd med olika blandningar av latex eller syntetiska material, såsom PVC. Även om latex förekommer är det egentligen inte så mycket gummi i dagens gummibåtar.
Gummibåtens väv sammanfogas på olika sätt, den kan antingen limmas eller svetsas ihop, beroende på vävens beskaffenhet. Dyrare båtar har i allmänhet bara svetsade fogar.
Akterspegeln där motorn fästas är av ett hårt material, vanligtvis plywood eller glasfiberarmerad plast. Durkarna kan vara av plywood eller aluminium, även tofterna kan vara av plast, trä eller aluminium. Det är också vanligt på de mindre modellerna med en uppblåsbar toft.
Båtarna levereras med åror, dessa är vanligtvis utförda av aluminiumrör och årblad av plast.

## Olika tillverkare
- Achilles
- Avon
- Zodiac
- Bombard
- Aquaquick

Dessa fem är de vanligast förekommande märkesnamnen, men det finns fler.
Ibland marknadsförs samma båt under olika namn.
Det är också vanligt att tillverkarna har båtar i olika kategorier för olika typer av användningsområde.

## RIB
Huvudartikel: RIB
Det finns även gummibåtar med plast- eller aluminiumskrov, dessa kallas för RIB (Rigid Inflatable Boat) dessa båtar är oftast större och kan bära betydligt kraftfullare motorer, men det finns även små "ribbar".

## För- och nackdelar
Dessa båttyper är lätta, lättmanövrerade, lastdryga och med relativt små motorer gör de god fart i vattnet med låg bränsleförbrukning, särskilt de båtar som har en V-formad botten och RIB-båtarna har lågt vattenmotstånd.
Man behöver aldrig fendra av en gummibåt, då den är en fender i sig själv. Båttypen är oöm, men kan få en punktering, därför har båttypen ännu inte blivit populär hos sportfiskarna. Då gummibåtarna blivit populära under de senaste åren har de också blivit stöldbegärliga. 